# 佐治亚理工学院校史
佐治亚理工学院建立于南北战争后不久，有近150年的历史。一开始只是一座小的商业学校，后来逐渐演变为美国东南部最大的理工学院。1978年，佐治亚理工学院历史区域被列入國家史蹟名錄。

## 建立

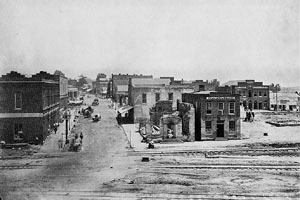
Atlanta during the Civil War (c. 1864)

建立佐治亚理工学院的想法始于重建时期的1865年。两位前邦联官员约翰·弗莱彻·汉森和纳撒尼尔·埃德温·哈里斯相信南方需要提高科技实力以与北方竞争，这种观念也反映了许多普通南方人的看法。但由于南方是由农业主导，一所理工学校就成为必须了。
1882年，佐治亚州的精英授权哈里斯领导的佐治亚州立法院派团去美国东北考察，以学习理工学校如何运作。帕特里克·怀斯·梅尔，当时佐治亚大学的校长，坚持认为大学的主校区应选在Athens，作为农学部、工学部。尽管有梅尔反对，一所独立的学院还是建立起来了。创建时的校址位于当时亚特兰大北部边界（现在的城市已然扩展）。中央校区大山上的石碑显示该校第一座建筑的原址曾是内战中亚特兰大战役中南军的堡垒。

## 早期岁月
Includes the administrations of Lyman Hall (1896–1905), Isaac S. Hopkins (1888–1896), and Kenneth G. Matheson (1906–1922)

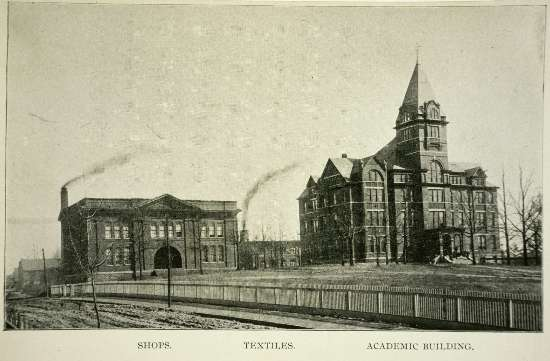
An early picture of Georgia Tech

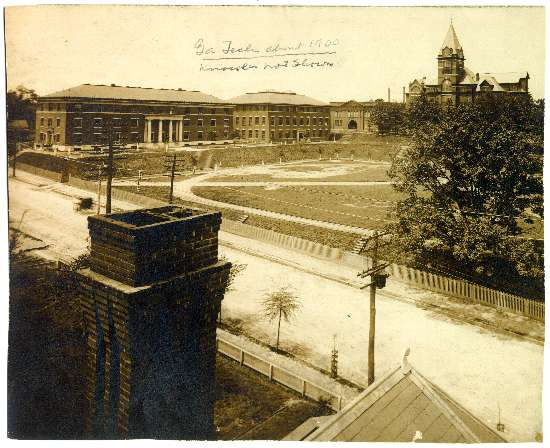
Georgia Tech around 1900

1885年秋，佐治亚理工学校正式开学，当时只有两座建筑。一座是教学楼（今天的理工塔），另一座是工坊，有铸工厂、铁工厂、锅炉房、机械室，以对学生进行训练。两座建筑同样大，以显示对理论和实践同样重视；不过，当时对工坊的出产是否用来盈利尚有争议。唯一的学位是机械工程理学士学位。第一批学生有95人，只有两名非本州学生。

## 从商业学校到技术大学
在最初的五十年，佐治亚理工学院从单纯的商业学校成长为一个区域性认可的科技大学。1924年至1930年它还是电台WGST AM的所在地。
1931年，校董会转移商务部夜校的控制权给佐治亚大学，奖后者的民事和电子工程课程移到佐治亚理工，从此，技术学校取代了商业学校，什么以后将成为管理学院。商务部夜校最终成为佐治亚州立大学。
国家工程试验站（ EES）于1919年摄于佐治亚理工，但没有开始运行，直到1934年拥有了三个研究人员和1.2万美元的年度预算。创造这个国家重点实验室视为了提供高质量的研究，提供国家科学，技术和备灾方案，协助开发佐治亚的资源，产业和电子商务。EES最初的领域是纺织，陶瓷和直升机工程。许多早期研究是在辛曼大厦处进行。
直到40年代中期，学校要求学生必须学会制作一个简单的电动马达，不论专业。 在第二次世界大战期间，作为一个工科学校通过其后备军官训练队项目，佐治亚理工学院被用于战争兵源。在1942年初，传统九个月学期制改为全年不间断，让学生提早一年完成他们的学位。根据该计划，允许学生在服役时完成他们的工程学位。在第二次世界大战期间，佐治亚理工学院是仅有的五所培养美国海军军官计划的美国高校之一。

## 从理工学校到研究型大学
一开始学校名为佐治亚技术学校，现名定于1948年，以反映越来越注重先进的技术和科学的研究。不同于类似命名的大学（如麻省理工学院和加州理工学院），佐治亚理工学院是一个公立机构。
南方技术学院（ STI ）成立于1948年，位于亚特兰大东北部的亚特兰大海军机场（现在迪卡尔布桃树机场）校区。当时，佐治亚所有院校均视为该州的四个研究大学的扩展校区，南方技术学院属于佐治亚理工学院。 STI开始了作为一个工程技术的学校，帮助从第二次世界大战中归来的军事人员获得技术领域一的经验。 1958年左右，学校迁至玛丽埃塔，多宾斯空军基地捐赠的土地上。
1952年，学校录取了第一个女学生。不过直到1968年，女生才可以报考所有专业。第一座女子宿舍，富尔默馆，于1969年开放。1961年，佐治亚理工学院成为了南方的第一所没有法院命令就废止差别待遇的大学。然而，莱斯特·马多克斯选择了关闭他的餐馆（靠近现在的Burger Bowl），在为期一年的挑战1964年民权法案的斗争失败之后。
1981年，南方技术学院由佐治亚理工学院独立。同期许多其他的佐治亚的学院也从所属的大学中独立。